# Orné (Réthymnon)
Orné, en grec moderne : Ορνέ, est un village du dème d'Ágios Vasílios, de l'ancienne municipalité de Lámpi, dans le district régional de Réthymnon, en Crète, en Grèce. Selon le recensement de 2011, la population d'Orné compte 20 habitants. Le village est situé à une distance de 49 km de Réthymnon et une altitude de 300 mètres, au pied du mont Kédros.

## Recensements de la population
| Recensements | 1900 | 1920 | 1928 | 1940 | 1951 | 1961 | 1971 | 1981 | 2001 | 2011 |
| ------------ | ---- | ---- | ---- | ---- | ---- | ---- | ---- | ---- | ---- | ---- |
| Population   | 74   | 117  | 118  | 158  | 131  | 138  | 89   | 103  | 77   | 20   |

## Source de la traduction
- (el) Cet article est partiellement ou en totalité issu de l’article de Wikipédia en grec moderne intitulé « Ορνέ Ρεθύμνης » (voir la liste des auteurs).